# Idarnes testacea
Idarnes testacea är en stekelart som först beskrevs av Victor Ivanovitsch Motschulsky 1863.  Idarnes testacea ingår i släktet Idarnes och familjen fikonsteklar. Inga underarter finns listade i Catalogue of Life.